# Caj Ming-jen
Caj Ming-jen nebo Tsai Ming-yen (蔡明諺) (* 7. ledna 1996) je tchajwanský zápasník – judista.

## Sportovní kariéra
Na mezinárodní scéně se mezi seniory pohybuje od svých 16 let. Jeho osobním trenérem je Chuang Čcheng-jao (黃呈堯). Jeho nadějnou sportovní kariéru brzdí vleklé zranění pravého ramene z roku 2015. V roce 2016 mu body ze světového poháru stačily k zisku asijské kontinentální kvóty pro účast na olympijských hrách v Riu. V prvním kole si poradil z judistou z Laosu, ve druhém kole však nanašel recept na dobře bránícího Bulhara Janislava Gerčeva. V zápase s ním neuhlídal dva kontrochvaty uči-mata-gaeši a prohrál na ippon-wazari.

### Vítězství
- 2013 - 1x světový pohár (Tchaj-pej)

## Výsledky
| Olympijské hry    |    | —  |     |     |     | úč. |  |  |  |  |  |  |  |  |  |  |  |  |  |  |  |  |  |
| Mistrovství světa | —  |    | úč. | úč. | úč. |     |  |  |  |  |  |  |  |  |  |  |  |  |  |  |  |  |  |
| Asijské hry       |    |    |     | 5.  |     |     |  |  |  |  |  |  |  |  |  |  |  |  |  |  |  |  |  |
| Mistrovství Asie  | —  | 3. | 3.  |     | 5.  | 7.  |  |  |  |  |  |  |  |  |  |  |  |  |  |  |  |  |  |
| MS juniorů        | 5. |    | úč. | úč. | —   |     |  |  |  |  |  |  |  |  |  |  |  |  |  |  |  |  |  |
| MS dorostenců     | 2. |    | —   |     |     |     |  |  |  |  |  |  |  |  |  |  |  |  |  |  |  |  |  |